# Романівка (притока Яланця)
Романівка — річка в Україні, у  Бершадській міській громаді Гайсинського району Вінницької області. Ліва притока Яланця (басейн Південного Бугу).
Довжина річки 13 км. Площа басейну 73 км2. Бере початок на південному сході від Поташні. Тече переважно на південний схід через Романівку, Кидрасівку і впадає у річку Яланець, ліву притоку Саврані.